# Црква Сабора Светих Архангела у Врачев Гају
Црква Сабора Светих Архангела у Врачев Гају, насељеном месту на територији општине Бела Црква, припада Епархији банатској Српске православне цркве.
Црква је подигнута у периоду од 1850. до 1854. године на месту старијег храма, подигнутог 1720—1724. године, који је изгорео у пожару 7. септембра 1848. године.
Иконостас је израдио у дуборезу 1912. године Јосиф Босиок. Иконе за иконостас осликао је академски сликар Никола Стаменковић из Беле Цркве, као и фреске на своду храма. Богородичин престо и Владичански трон у дуборезу израдио је 1888. године дуборезбар Дмитар Јанош из румунског села Врање. Године 1890. белоцрквански сликар Ђока Путник осликао је и позлатио иконе за Богородичин и Владичански трон. Парохијски дом је зидан у 19. веку. 
Од доласка епископа банатског Никанора на трон банатских архијереја сваке године на празник Богојављања се одржава заједничко освећење реке Нере са епископом суседне епархије будимским и администратором темишварским Лукијаном (Пантелићем).